# Aeolis Planum
Aeolis Planum es una formación geológica de tipo planum en la superficie de Marte, localizada con el sistema de coordenadas planetocéntricas a 4.4 latitud N y 149.98° longitud E, que mide 852.81 km de diámetro. El nombre fue aprobado por la Unión Astronómica Internacional en el año 2006 y hace referencia a una de las características de albedo en Marte.